# Sikandra
Sikandra là một thị xã và là một nagar panchayat của quận Kanpur Dehat thuộc bang Uttar Pradesh, Ấn Độ.

## Địa lý
Sikandra có vị trí 25°35′B 81°59′Đ / 25,58°B 81,98°Đ Nó có độ cao trung bình là 85 mét (278 feet).

## Nhân khẩu
Theo điều tra dân số năm 2001 của Ấn Độ, Sikandra có dân số 10.884 người. Phái nam chiếm 53% tổng số dân và phái nữ chiếm 47%. Sikandra có tỷ lệ 58% biết đọc biết viết, thấp hơn tỷ lệ trung bình toàn quốc là 59,5%: tỷ lệ cho phái nam là 64%, và tỷ lệ cho phái nữ là 51%. Tại Sikandra, 16% dân số nhỏ hơn 6 tuổi.